# Mina Margalida
La Mina Margalida és una obra de Bossòst (Vall d'Aran) inclosa a l'Inventari del Patrimoni Arquitectònic de Catalunya.

## Descripció
El complex miner de la mina Margalida se situa a uns 1400 m d'alt en els vessants de la vll homònima, marge dret a la muntanya dita d'Ombrèr e Popelat. Es tracta d'una mina més aviat petita, molt localitzada amb tres edificis a un costat del camí, de dimensions reduïdes, en ruïnes, i dues galeries a una certa distància. La primera d'elles (1,50 x 1m) amb els murs en sec de l'estèril, es conserva relativament bé amb una bifurcació a 25 m de la boca i un pou vertical. Les dificultats de transport, com es pot observar, foren superades mitjançant un telefèric que baixava els minerals de plom i de zenc i eren transportats fins al Bocard de Cledes, avui desmantellat del tot.

## Història
Abans de l'extracció de zenc començada per una societat francesa el 1868, ja hi havien existit uns treballs anetriors d'explotació de plom. En principi la mena era baixada per un camí de carros al pont de Cledes, on existís una antiga farga (en ruïnes en 1906). La segona central de Bossòt inaugurada l'any 1929, 500m més avall de la Mòla, va permetre mecanitzar les activitats d'extracció i transport fins a Cledes. Una vegada tractada i rentada, la mena sortia via França i Bèlgica a l'adreça Cia. des Metaux Qwerfrelt Sommel a Qwerfrelt-Lez-Nerplelt.. Limbourg Belge.